# Hinata Hyuga
Hinata Hyuga (日向 ヒナタ, Hyuuga Hinata) er en figur fra manga- og animeserien Naruto.
Hinata er medlem af Team 8, med Kurenai Sensei som lærer og Kiba og Shino som holdkammerater. Hun er medlem er Hyuga-klanen og meget usikker på sig selv gennem hele serien.
Hun er altid forsigtig når hun snakker, da hun frygter det vil støde andre og det gør hende svag på hendes missioner.
Størstedelen af hendes træning går med at bevise over for hende selv, at hun er lige så stærk som Naruto, som hun har et godt øje til. Men hver gang hun er i nærheden, og særdeles når Naruto taler til hende, bliver hun ildrød i hovedet og besvimer. Alle, på nær Naruto selv (der synes hun bare er lidt underlig), ved hvad Hinata føler for ham.
Hinatas familie, Hyuga-klannen, er fra "hovedhuset" og hendes fætter er Neji Hyuga. Selvom de er i familie med hinanden afskyr Neji Hinata, da han er fra "slave huset". Hinata vil kun det bedste, men hun er svag i sin psyke og taber derfor, da hun møder ham i kamp. Selvom Naruto giver hende selvtillid er det ikke nok.
Hinatas kampstil er med Byakugan, der lader hende se en radius af ca. 50 meter og hendes modstanders chakra årer. Dem kan hun lukke med kampteknikken, Gentle Fist, som hun viser i kampen mod Neji.
Forholdet mellem Hinata og Neji ændrer sig dog i en positiv retning i løbet af Shippūdden, hvor der ikke længere er fjendtlighed imellem dem. I stedet fremstår Neji som en overbeskyttende storebror, der ikke bryder sig om Hinatas romantiske interesse i Naruto. Dette ses særligt i anime-udgaven samt i spin-off serien Rock Lee & His Ninja Pals.
I kapitel 614 af mangaen ofrer Neji sig for Hinata. Dette sker under Shinobi-verdenskrign, hvor Hinata smider sig over Naruto for at redde ham. Neji vælger så at smide sig over Hinata, og bliver derefter selv ramt. Han dør kort efter af sine skader, og Hinata er tydeligvis berørt over hans død. Efter Nejis død begynder Naruto at tvivle på, om han bør fortsætte krigen, og er tæt på at give op. Hinata ser, at han tvivler, og stikker ham en lussing - en handling, der afviger stærkt fra Hinatas normalt stille og generte personlighed. Hun får overbevist ham om, at de bør forsætte, og Naruto genvinder sin kampgejst og tager hende efterfølgende i hånden. Mange fans af parringen Naruto x Hinata(også kaldet Naruhina) anser dette øjeblik for at være et bevis på, at Naruto gengælder sine følelser for Hinata, men det endnu ikke bekræftet af seriens forfatter Masashi Kishimoto.

## Baggrund
Hinata er det ældste barn af Hiashi Hyūga, Hyūga-klanens leder, og som den førstefødte var hun oprindeligt berettiget til at være klanens fremtidige kvindelige overhoved. Dog mistede hun denne titel til Hanabi, hendes yngre søster, eftersom Hiashi opgav Hinata på grund af hendes dårlige selvtillid og manglende evner. Som lille blev hun kidnappet af en ninja fra Kumogakure, der foregav at være i Konoha i forbindelse med en fredsaftale, der skulle dannes mellem de to byer. I stedet var han var sendt til Konoha for at stjæle Hyūga-klanens unikke evne, Byakuganen. Hinatas far slog kidnapperen ihjel for at redde hende, men Kumogakure krævede Hiashi død som en erstatning for deres tabte ninja, grundet den nye fredstraktat mellem Konoha og Kumogakure. Dette medførte døden af Hinatas onkel, Hizashi Hyūga, der ofrede sig selv for at beskytte sin tvillingebror, Hiashi. Denne hændelse har været afgørende i forbindelse med Hinatas forhold til hendes fætter, Neji Hyūga. 
Hiashi havde store forventninger til Hinata, formentlig på grund af hendes position som klanens arving, hvilket resulterede i, at hun gennem hele sin barndom blev udsat for en skrap træning. Hinata gjorde dog få fremskridt, og hendes nervøsitet og skrøbelighed førte i sidste ende til, at Hiashi opgav hende. I stedet begyndte han at fokusere på Hanabi, Hinatas lillesøster, som havde evner, der var langt mere lovende en Hinatas. Da Hinata blev medlem af Team 8 havde Hiashi fuldstændig mistet både interesse og håb for Hinata, og overlod hende fuldstændigt til hendes lærer, Kurenai Yūi. 
På grund af Hinatas dårlige forhold til hendes far mistede hun troen på sig selv, og meget af hendes tid gik derfor med at være alene, samt at græde. Dette ophørte dog da hun mødte Naruto Uzumaki, der formåede at ændre hendes opfattelse af tilværelsen fuldstændigt. Naruto blev behandlet som en udstødt af hele byen, og hans ønske om anerkendelse og forståelse fra andre var noget, som Hinata kunne selv relatere til. Hinata var imponeret af, at Naruto aldrig opgav sin drøm om at blive Hokage på trods af, at han var helt alene, og ikke havde andre end sig selv. I animeen ser man på et tidspunkt Naruto beskytte Hinata imod en gruppe bøller; selvom Naruto ikke kendte Hinata, tillod han ikke, at se fornærme eller nedværdige hende. Et lignende scenarium ses under Chunin eksamen, hvor Naruto ikke tolererer Nejis stødende ord og handlinger imod Hinata, hovedsageligt fordi Naruto selv har oplevet en række uretfærdige nederlag i livet. 
Hinata er gennem hele serien stærkt inspireret af Naruto – på grund af ham, lykkedes det hende at genvinde troen på sig selv. Ligesom Naruto, besluttede hun sig for at blive stærk og aldrig give op, så hun også kunne opnå anerkendelse blandt andre. Hendes beundring af Naruto førte til, at hun også udviklede følelser for ham, på trods af, at hun blev rådet til at holde sig fra ham.